# Ralph Hartley
Ralph Vinton Lyon Hartley (n. 30 noiembrie 1888, Spruce, Nevada, SUA — 1 mai 1970) a fost un inginer și cercetător american, inventator al oscilatorului Hartley și al transformatei Hartley, și care a contribuit la bazele teoriei informației.
1. 1 2 3  Twenty-third Annual Register of the University of Nevada[*] Verificați valoarea |titlelink= (ajutor)